# Goto Yoshikazu
Yoshikazu Goto (sinh ngày 20 tháng 2 năm 1964) là một cầu thủ bóng đá người Nhật Bản.

## Sự nghiệp câu lạc bộ
Yoshikazu Goto đã từng chơi cho JEF United Ichihara, Consadole Sapporo và Yokohama FC.

## Thống kê câu lạc bộ

### J.League
| Đội                 | Năm       | J.League | J.League | J.League Cup | J.League Cup | Tổng cộng | Tổng cộng |
| Đội                 | Năm       | Trận     | Bàn      | Trận         | Bàn          | Trận      | Bàn       |
| ------------------- | --------- | -------- | -------- | ------------ | ------------ | --------- | --------- |
| JEF United Ichihara | 1992      | -        | -        | 9            | 0            | 9         | 0         |
| JEF United Ichihara | 1993      | 19       | 2        | 4            | 0            | 23        | 2         |
| JEF United Ichihara | 1994      | 36       | 3        | 2            | 1            | 38        | 4         |
| JEF United Ichihara | 1995      | 48       | 6        | -            | -            | 48        | 6         |
| Consadole Sapporo   | 1998      | 25       | 1        | 1            | 0            | 26        | 1         |
| Yokohama FC         | 2001      | 42       | 1        | 4            | 0            | 46        | 1         |
| Yokohama FC         | 2002      | 32       | 0        | -            | -            | 32        | 0         |
| Yokohama FC         | 2003      | 3        | 0        | -            | -            | 3         | 0         |
| Tổng cộng           | Tổng cộng | 205      | 13       | 20           | 1            | 225       | 14        |